# Ligne de Grenoble à Montmélian
La ligne de Grenoble à Montmélian, parfois dénommée Sillon Alpin Nord, est une ligne ferroviaire française électrifiée à écartement standard et à double voie. Elle relie Grenoble (Isère) sur la ligne de Lyon-Perrache à Marseille-Saint-Charles à Montmélian (Savoie), située sur la ligne de Culoz à Modane.
Établie dans sa totalité en région Auvergne-Rhône-Alpes, dans la vallée du Grésivaudan, elle permet, avec la ligne de Valence à Moirans, les échanges entre les Alpes du Nord et le bassin méditerranéen. Elle a subi la plus importante campagne de modernisation de France au tournant des années 2010.
Elle constitue la ligne no 909 000 du réseau ferré national.

## Chronologie
- Déclaration d'utilité publique : 1er et 31 août 1860
- Concession à la Compagnie PLM : 1er mai 1863
- Mise en service : 15 septembre 1864
- Concession à la SNCF : 1938
- Ouverture de la bifurcation de Grenoble et de la gare provisoire de Grenoble-Olympique : 28 octobre 1967
- Électrification de la ligne : 30 octobre 2013

## Histoire

### XIXesiècle
Cette ligne est déclarée d'utilité publique, les 1er et 31 août 1860, quand est validé « l'établissement d'un chemin de fer de Grenoble à la limite des départements de l'Isère et de la Savoie, dans la direction Montmeillan »,,. 
Elle est concédée à la Compagnie des chemins de fer de Paris à Lyon et à la Méditerranée (PLM) par une convention entre le ministre de l'Agriculture, du Commerce et des Travaux publics et la compagnie signée le 1er mai 1863. Cette convention est approuvée par un décret impérial le 11 juin 1863.
Construite par cette compagnie, elle est mise en service le 15 septembre 1864.
En 1896, le trajet Montmélian-Grenoble, avec arrêts à Pontcharra et Lancey, dure 1h19 ; le trajet Grenoble-Montmélian, avec arrêt à Pontcharra dure 1h12.

### XXesiècle

#### Jeux Olympiques d'hiver de 1968

##### Déviation de la ligne: la bifurcation de Veynes
Au début des années 1960, l'agglomération grenobloise s'étend rapidement vers le sud. La voie ferrée traverse inévitablement la ville en plein axe est-ouest et comporte alors une dizaine de passages à niveaux, créant de nouveaux problèmes de circulation et constituant une source de danger pour les nouveaux habitants. À l'occasion des Jeux olympiques d'hiver de 1968, dont les manifestations se déroulent au sud-est de la ville, une déviation de 8 km est mise en place peu après la gare de Grenoble jusqu'à la gare de Gières (voir schéma). Ce nouveau tronçon, communément appelé bifurcation de Veynes, a pour nom officiel Déviation de la ligne de Grenoble à Montmélian et constitue la ligne no 909 903 du réseau ferré national,. Il a la particularité de ne comporter aucun passage à niveau, grâce à de nombreux ponts routiers dont le gabarit anticipe même une éventuelle électrification.
L'ancienne ligne est devenue l'embranchement de la Capuche. Dépose immédiate de la voie 1, sur l'ancien itinéraire, la voie 2 sera démontée début 1975, jusqu'à Saint-Martin-d'Hères, puis en 1983, pour le tronçon final, entre cette commune et Gières[pas clair]. Seule subsiste la desserte de la Capuche, très utilisée entre 1985 et 1987, lors des travaux de construction de la ligne A du tramway de Grenoble où les wagons entiers arrivaient sur cet embranchement[réf. nécessaire]. 
Aujourd'hui, l'embranchement de la Capuche est désaffecté mais certains rails n'ont pas été démontés. Une voie verte suit le parcours de l'ancienne ligne depuis le début de la bifurcation jusqu'à la salle de spectacle MC2.

##### Gare de Grenoble-Olympique
L'organisation des Jeux olympiques d'hiver de Grenoble nécessite la création d'une gare provisoire baptisée Grenoble-Olympique, située sur le contournement au niveau d'Eybens. Aujourd'hui détruite, ne restent que les quais.

#### Années 1970-1990

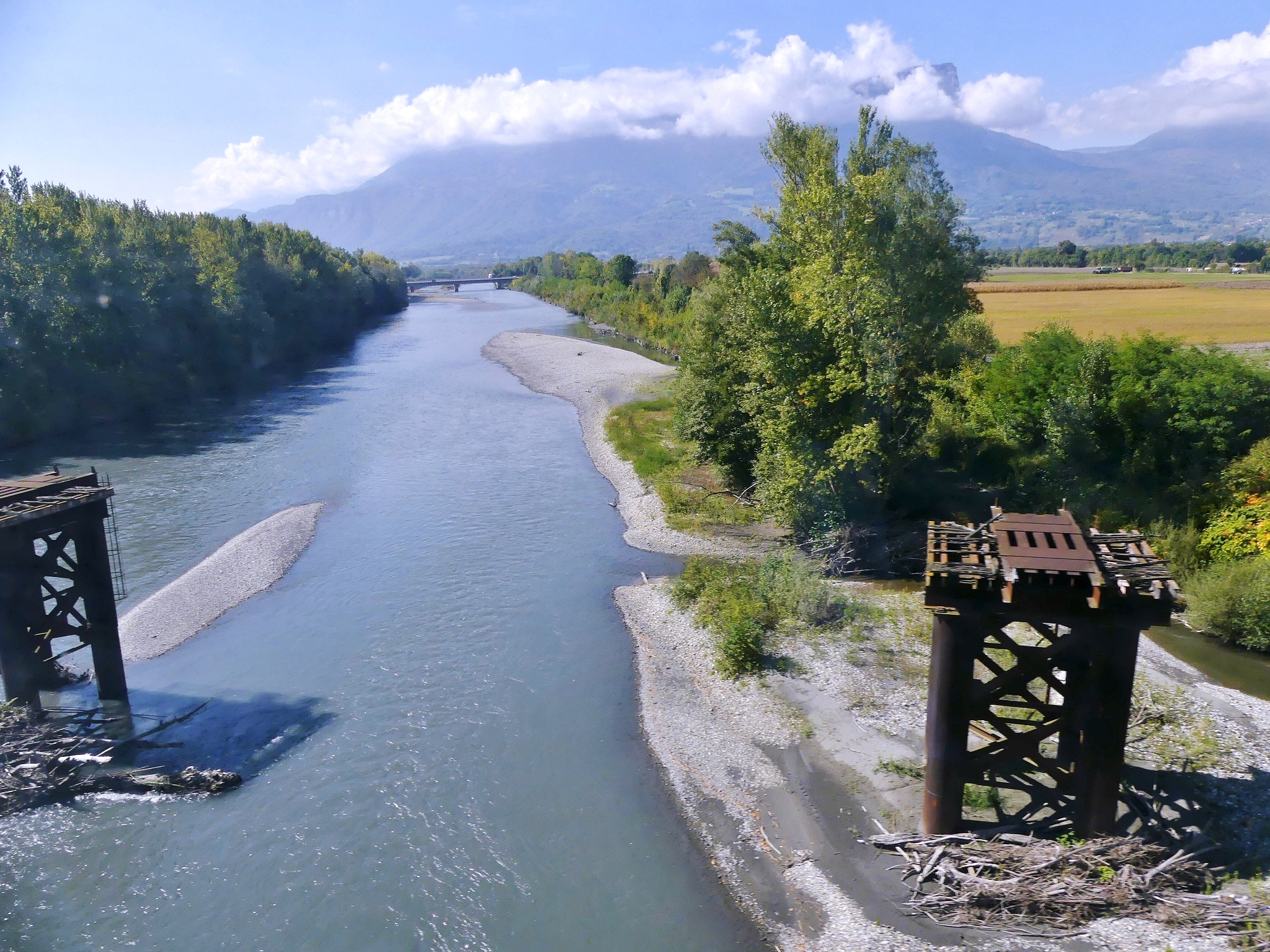
Piles du pont provisoire de 1980.

En 1979, le pont sur l'Isère situé à Francin peu avant Montmélian s'affaisse. Les trains en provenance de Grenoble sont alors limités à Poncharra et un pont provisoire du génie militaire de type « Bailey » est mis en place en juillet 1980. Lorsque le nouveau pont est construit, les emplacements pour les poteaux caténaires sont prévus ; malgré ce fait, l'électrification n'aura lieu que 33 ans plus tard. Le pont provisoire est alors ouvert à la circulation automobile jusqu'à la création d'un nouveau pont situé en amont, puis démoli à l'exception de ses piles, toujours visibles en aval du nouveau pont ferroviaire.
Si la ligne est un temps menacée de fermeture dans les années 1980, elle bénéficie en 1985 de l'électrification de la section entre Lyon et Grenoble, grâce à un prolongement jusqu'en gare de Gières en courant 25 kV – 50 Hz. En septembre 1991 est mis en service le Block Automatique Lumineux (BAL)[réf. nécessaire].

### XXIesiècle: modernisation de la ligne

#### Premiers travaux
Les premières opérations de travaux sur la ligne débutent en 2004 avec la création d'une nouvelle gare à Échirolles, ouverte le 30 août et permettant une correspondance avec la ligne A du tramway de Grenoble. En 2006, la gare de Lancey est rouverte et celle de Gières complètement restructurée, avec l'aménagement d'une voie centrale de terminus et l'arrivée de la ligne C.

#### Le plus grand chantier de modernisation de France
Entre 2007 et 2013, une importante campagne de travaux est lancée sur toute la ligne du Sillon Alpin, entre Montmélian et Grenoble, Grenoble et Moirans (Sillon Alpin Nord), ainsi qu'entre Moirans et Valence (Sillon Alpin Sud). Il s'agit alors du plus important chantier de modernisation de France, l'objectif étant d'électrifier les portions manquantes, doubler les voies encore uniques, moderniser le réseau et effectuer une mise au gabarit pour développer le fret et permettre le passage de TGV,,,. 
Les objectifs définis par la Région Rhône-Alpes sont multiples :
- « améliorer la qualité des déplacements ferroviaires, et faire du train une alternative performante à la route »,
- « accompagner [le] dynamisme et les besoins de déplacements induits, sur ce territoire mais aussi vers la Suisse et l’Italie »,
- améliorer « maillage régional, et intercités (liaisons directes entre les grandes villes) mais aussi périurbaines. [...]  Ces opérations permettront également d’accueillir de nouvelles rames TER, plus performantes, plus confortables, moins bruyantes. »
- faciliter la circulation du fret à travers les Alpes, surtout en direction du sud de la France[16],[17].

#### Financement
La modernisation complète du Sillon Alpin Sud, de Montmélian à Valence, représente un investissement de 540 M€, financé à 84% par l’État, la Région Rhône-Alpes et Réseau Ferré de France (RFF). Les 16% restants sont financés par les collectivités locales (départements de l’Isère, de la Savoie, de la Drôme ; les Communautés d’agglomération de Grenoble Alpes Métropole, Chambéry Métropole, du Pays Voironnais ; la Communauté de communes du Pays du Grésivaudan ; le Syndicat mixte du Rovaltain),. Pour la ligne de Grenoble à Montmélian, RFF confie la maitrise d’ouvrage à la SNCF.

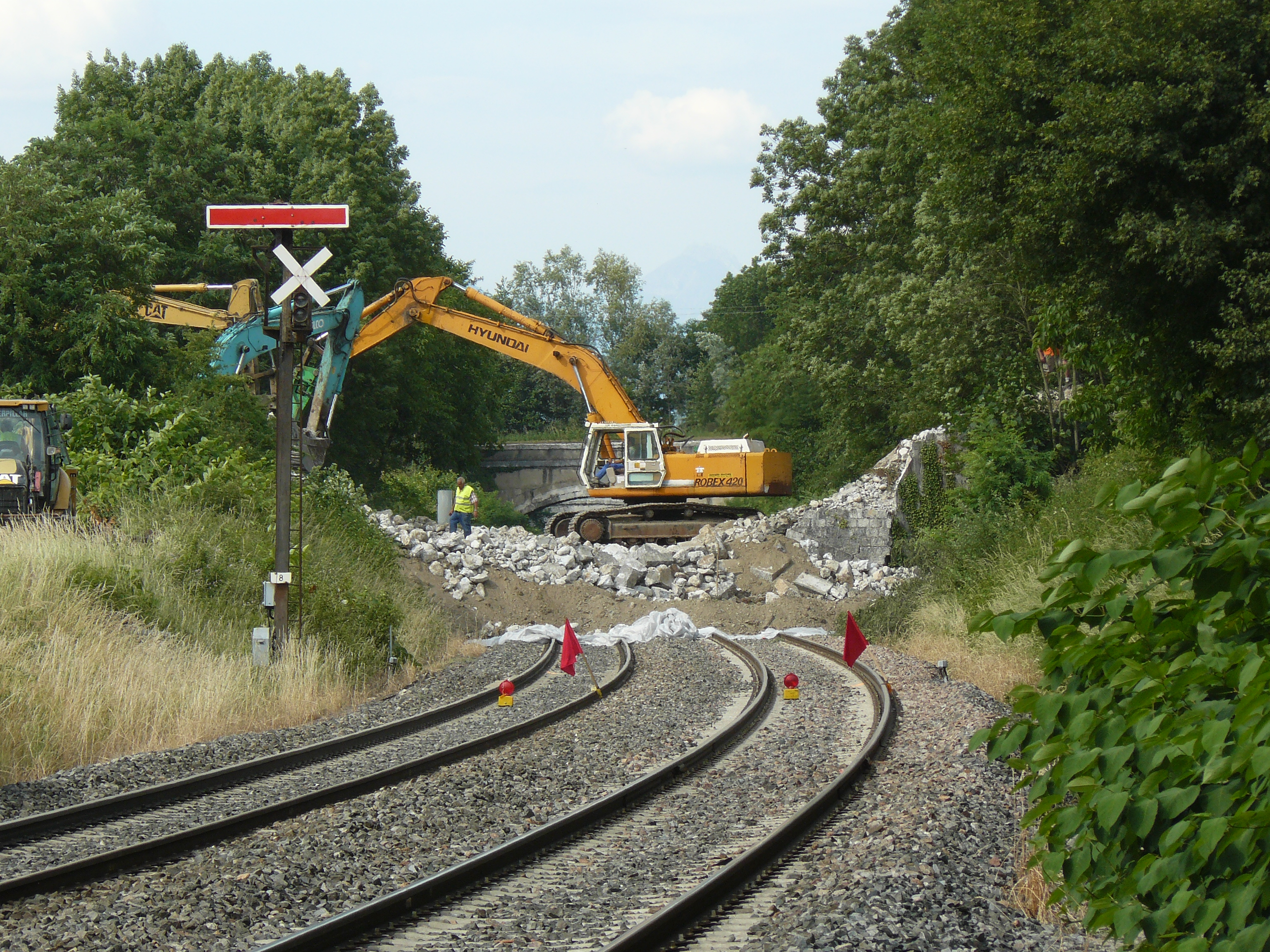
Destruction d'un pont à Tencin

##### Chronologie

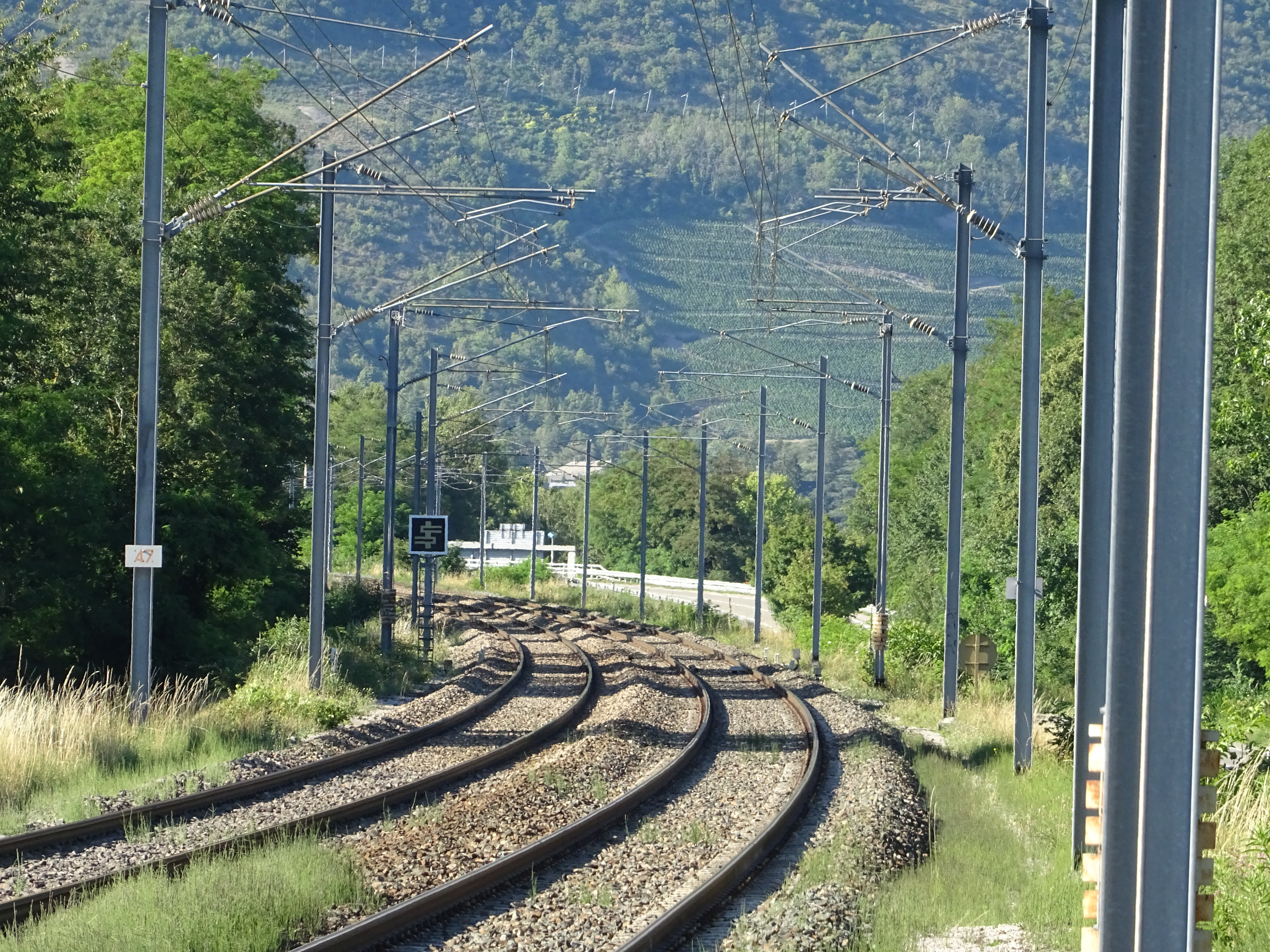
Pancarte d'annonce d'un "Baissez-Panto" pour passage en 1500 V continu en approchant de Montmélian.

- 2011 : début des travaux de rénovation au niveau des gares et tunnels de Domène et Tencin-Theys ; destruction et construction de ponts sur les communes de Saint-Hilaire-du-Rosier, L’Albenc et Saint-Sauveur[18] ; création d’un terminus péri-urbain à Gières[16] ; entreposage de ballast et de traverses dans certaines gares et de longs rails soudés le long des voies.
- Mars 2012 : terrassement de la future sous-station des Mollettes, mise en câbles le long des voies, mise à hauteur des quais, accessibilité aux personnes handicapées en gares Goncelin et Lancey.
- Étés 2012 et 2013 : fermeture totale de la section Gières - Montmélian pour électrification, pose de caténaires 25 kV par hélicoptère[17],[18] et installation du block automatique lumineux ; un roulement de bus est mis en place pour le transport de voyageurs[9].
- 30 octobre 2013 : réouverture de la ligne en courant 25 kV – 50 Hz.  La section de séparation entre le 1 500 volts continu et le 25 kV alternatif se situe juste avant la gare de Montmélian, après le pont sur l'Isère.

##### Essais
Les essais ont lieu avec la mise sous tension définitive le 3 novembre, d'abord des mesures de tension et d'intensité sur une charge fictive simulant une consommation dans une résistance fictive( wagon VULCAIN et voiture test LUCIE ) puis des tests de conformité des retours au potentiel de terre. Un autre voiture de mesure teste la conformité du GSM-R le 15 décembre 2013. Ces mesures électriques à vide sont suivies après le 18 novembre d'essais en charge, avec la circulation d'un TGV vide (ses 2 motrices consommant de l'énergie).[réf. nécessaire]

##### Les TGV et le Sillon Alpin

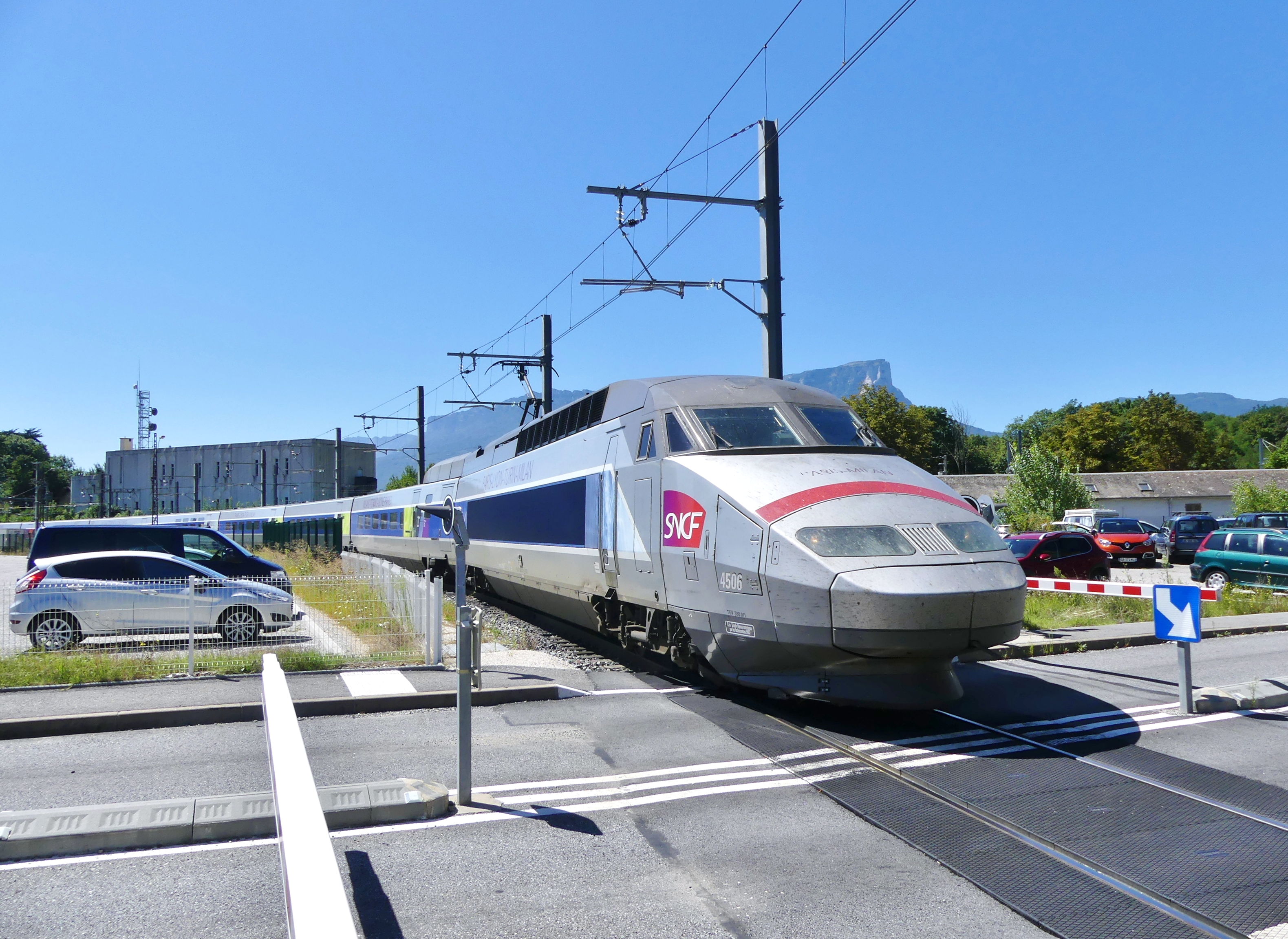
Passage d'un TGV Paris-Milan via Grenoble sur le raccordement de Montmélian en 2017, possible depuis l'électrification.

La modernisation de la ligne permet désormais le passage de TGV à travers la vallée du Grésivaudan. À partir du 21 février 2014, la SNCF met en place une liaison TGV Annecy - Marseille, à raison de 3 allers-retours hebdomadaires d'environ 3h30, en période de fort trafic (week-ends, vacances, ponts, …). Ils desservent les gares d'Aix-les-Bains, Chambéry, Grenoble, Valence TGV et Avignon TGV. 
Toutefois, le 4 novembre 2019, un mois avant le changement de l’horaire 2019, la liaison est soudainement supprimée, suscitant l'étonnement et la colère des associations d'usagers. En effet, la connexion entre les Alpes et la Provence nécessite alors d'emprunter le réseau TER existant, allongeant les temps de trajet et multipliant les correspondances. Les associations dénoncent par ailleurs l'abandon du raccordement à voie unique situé en gare de Valence TGV, entre le réseau à grande vitesse et le réseau national ; construit spécifiquement pour cette liaison, il a été financé à hauteur de 40 millions d'euros par l’État, la région Rhône-Alpes et la SNCF elle-même. Toutefois, la raison de cette suppression serait la faible fréquentation de ce trajet et donc sa non-rentabilité,,,,,.
La ligne sert donc pour l'instant de détournement de la liaison Lyon-Grenoble.

##### Projets
Une modification profonde de la zone entourant la gare de Brignoud est prévue à l'horizon 2021 avec la suppression du passage à niveau, la création d'un pont routier, d'un passage souterrain et de voies douces aux abords de la gare, ainsi qu'une troisième voie opérationnelle pour 2024, permettant d’organiser le terminus des trains périurbains en provenance de Rives et du Sillon Alpin Sud.
En janvier 2025, seule la suppression du passage à niveau est effective.

## Caractéristiques

### Vitesses limites

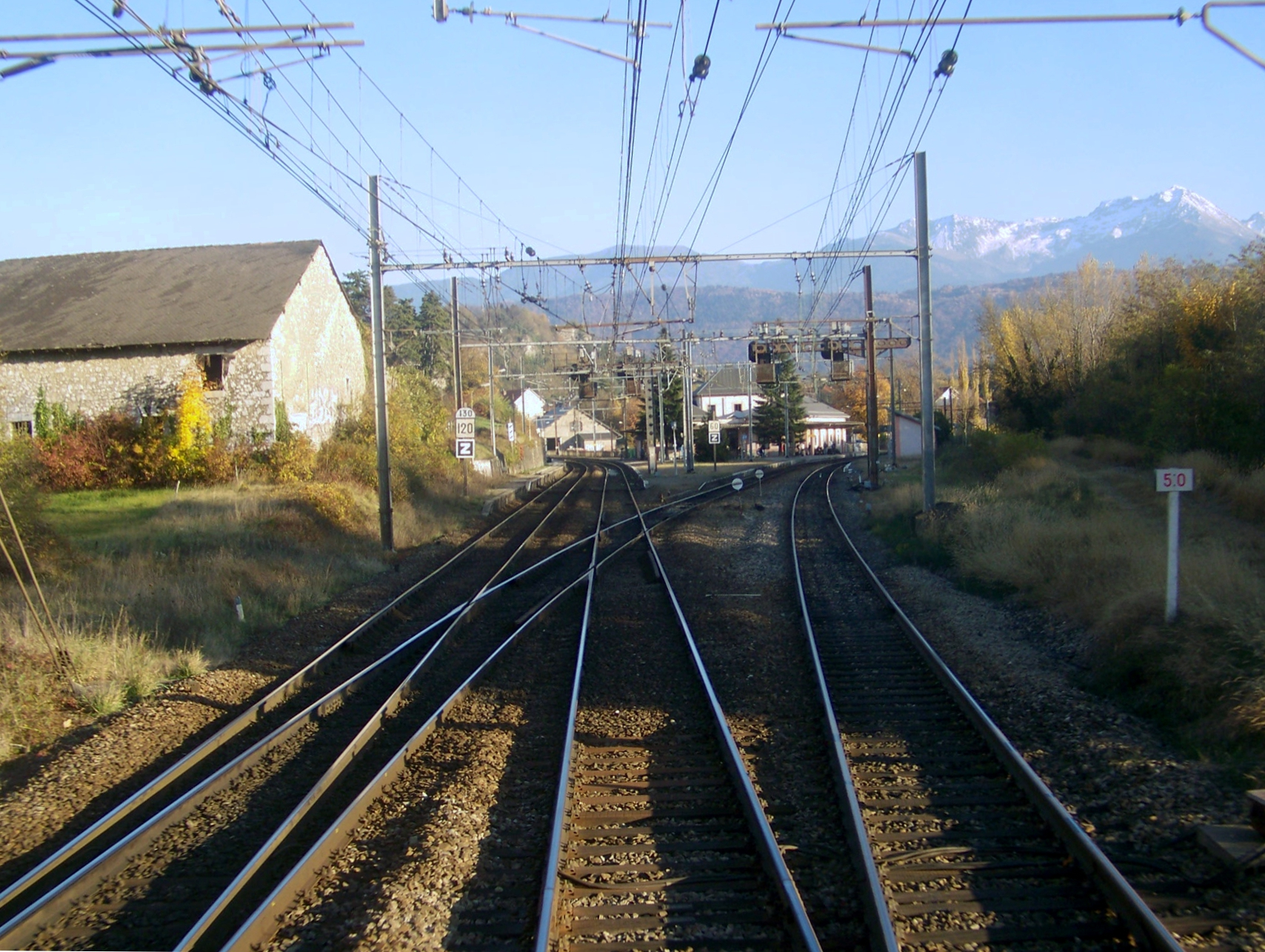
Jonction entre la ligne de Culoz à Modane (à gauche) et la ligne de Grenoble (à droite), en gare de Montmélian.

La vitesse maximale est de 140 km/h sur la majorité du parcours. La gare de Montmélian est cependant traversée à 60 km/h. En venant de Chambéry, la vitesse limite passe de 140 km/h à 110 km/h à la bifurcation de Veynes et réciproquement dans l'autre sens. Ces changements de vitesse ne sont pas matérialisés sur le terrain par des tableaux indicateurs de vitesse (TIV),, :
| De                               | À                                | Limite |
| -------------------------------- | -------------------------------- | ------ |
| Grenoble                         | Bifurcation de Veynes (km 133,6) | 110    |
| Bifurcation de Veynes (km 133,6) | km 46,8                          | 140    |
| km 46,8                          | Montmélian                       | 125    |

### Signalisation
La ligne est équipée en block automatique lumineux (BAL) de Grenoble à Montmélian.

### Gares et haltes
Les gares en service :
- Grenoble
- Échirolles
- Grenoble-Universités-Gières
- Lancey
- Brignoud
- Goncelin
- Pontcharra
- Montmélian

Ligne Grenoble-Montmélian (Sillon Alpin Nord)

Les gares désaffectées ou non utilisées pour les voyageurs :
- La gare de Sainte-Hélène-du-Lac est désaffectée et les bâtiments détruits.
- Les gares du Cheylas - La Buissière et de Tencin - Theys ne sont plus ouvertes au service voyageur mais restent utilisables pour assurer le cantonnement et le service de l'exploitation ; ainsi la gare de Tencin-Theys assurait le cantonnement quotidiennement jusqu'à la mise en service du BAL.
- La gare de Domène ne reçoit plus de desserte voyageur mais assure et la manœuvre d'un embranchement privé ; sa réouverture aux voyageurs est envisagée.
- La gare de Grenoble-Olympique, située à Eybens et construite à l'occasion des Jeux olympiques d'hiver de 1968, n’existe plus. Il n'en reste que les quais.

## Matériel ayant circulé sur la ligne
,,
,,

## Galerie de photographies

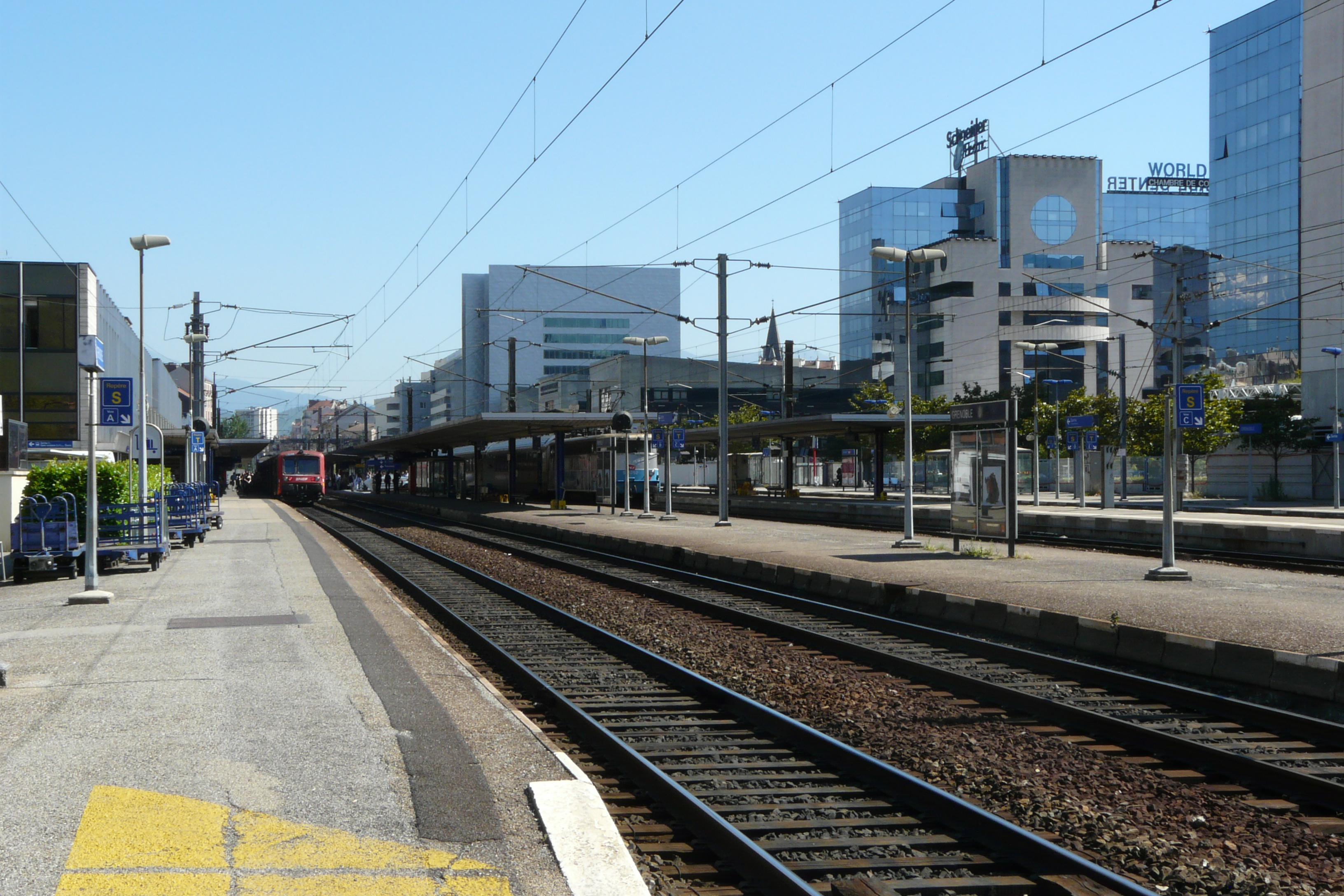
La gare de Grenoble depuis le quai A.
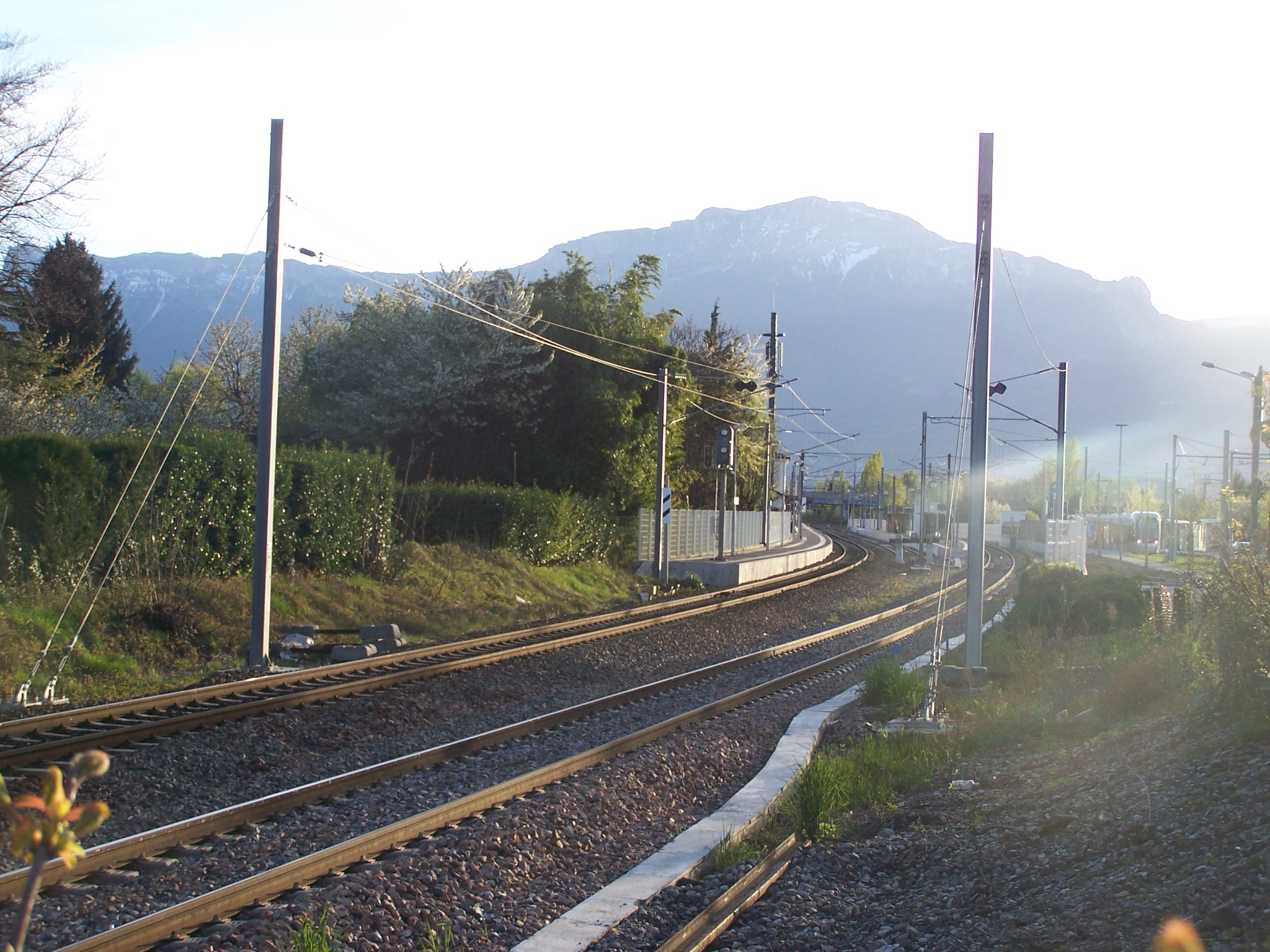
Ancienne limite de l'électrification au nord de la gare de Grenoble-Universités-Gières.
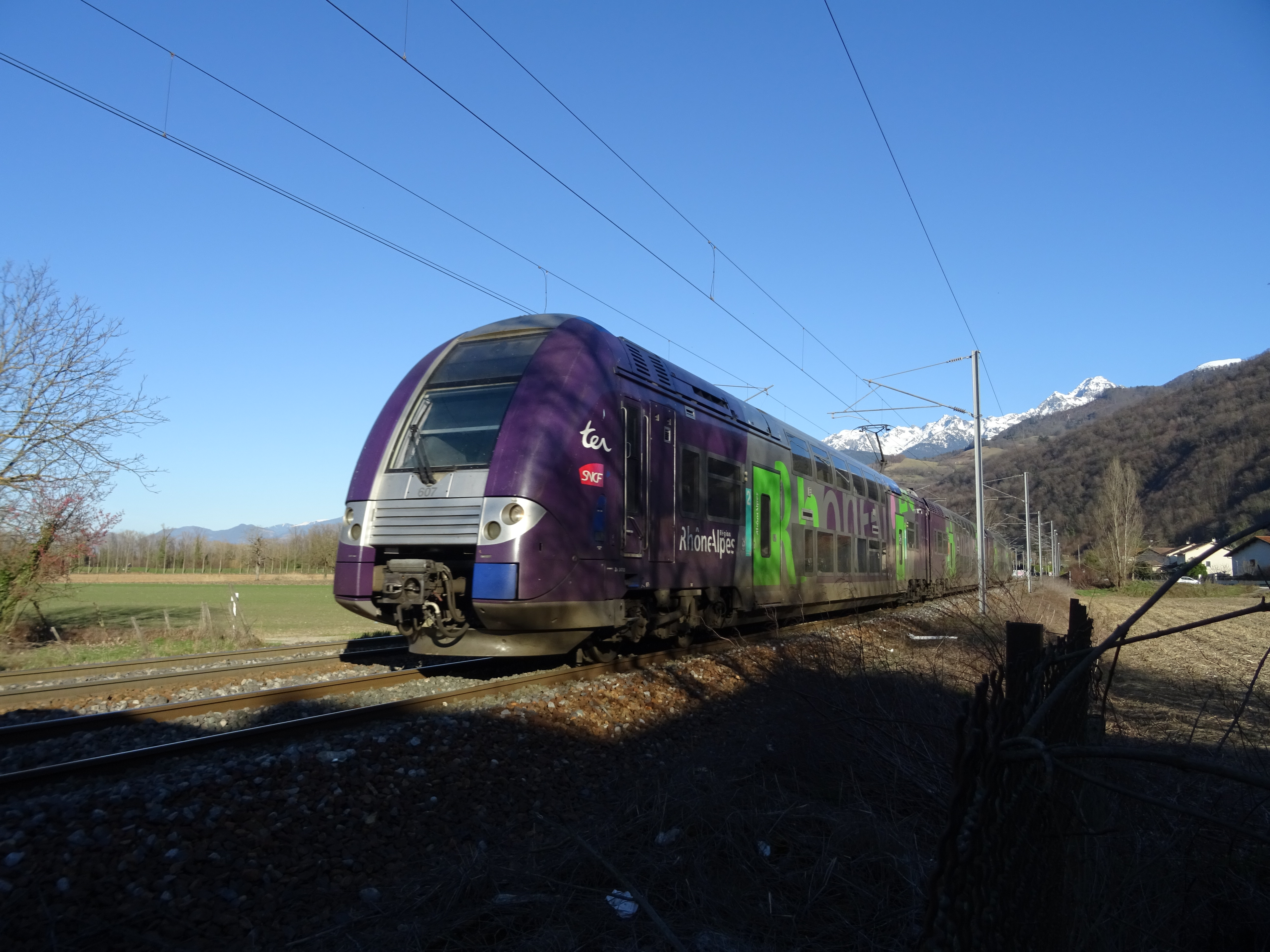
Z 24500 en livrée « Aubergine » TER Rhône-Alpes dans Gières peu avant son arrivée en gare de Grenoble-Universités-Gières.
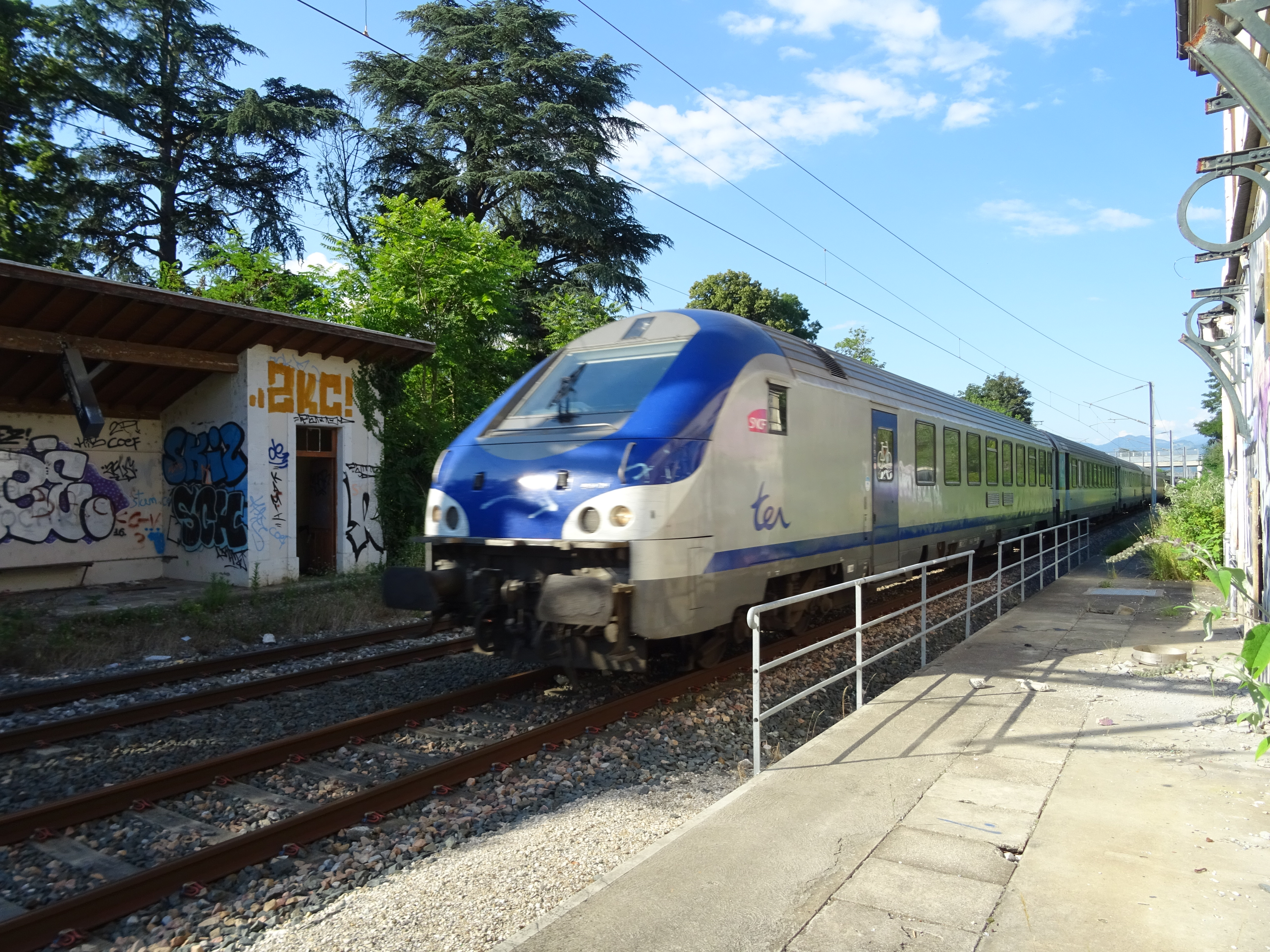
Rame tractée Corail traversant sans arrêt la gare abandonnée de Domène.
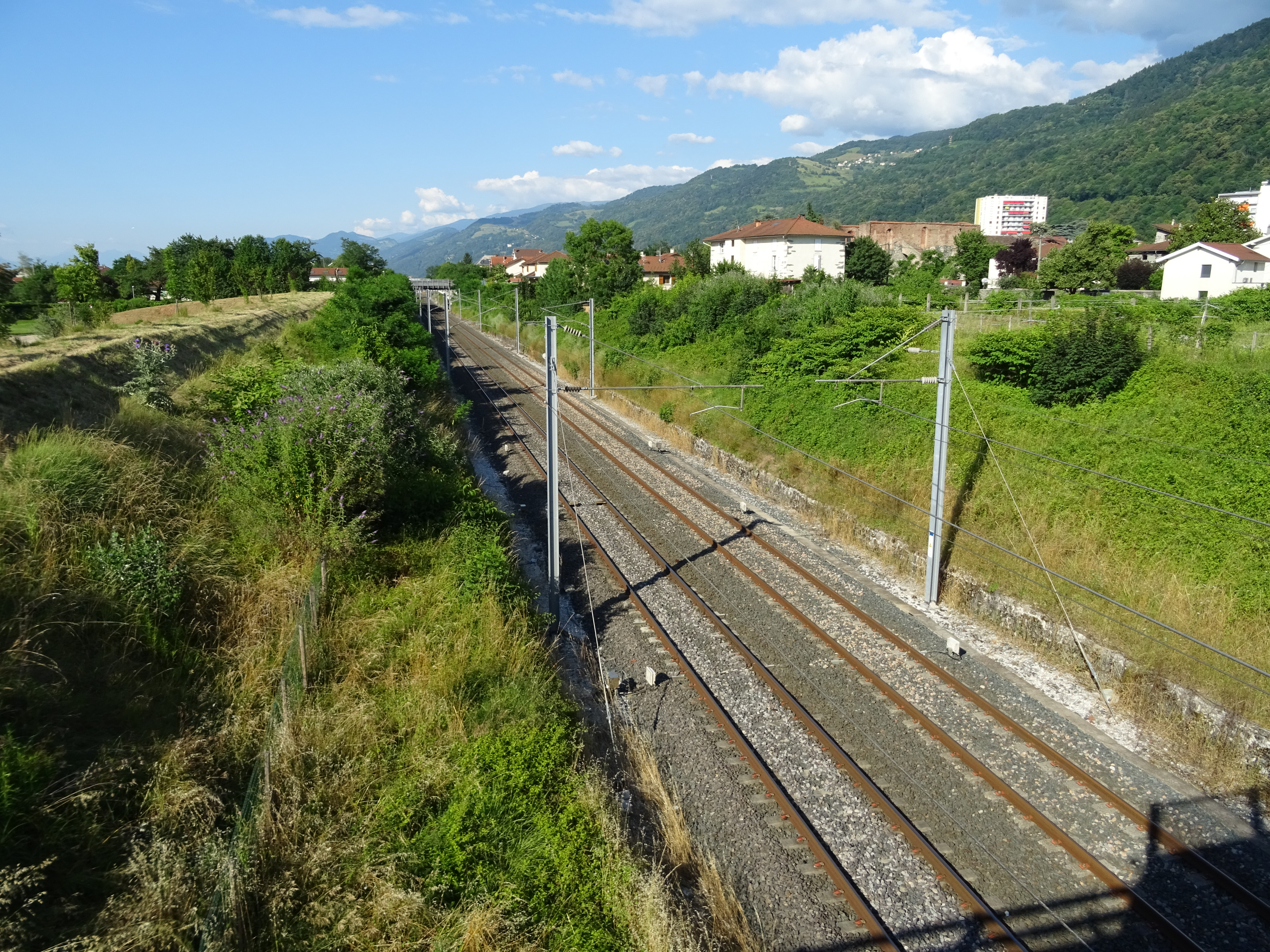
Alignement entre Domène et la gare de Lancey vu depuis le pont de la rue Casimir Julhiet dans Domène.
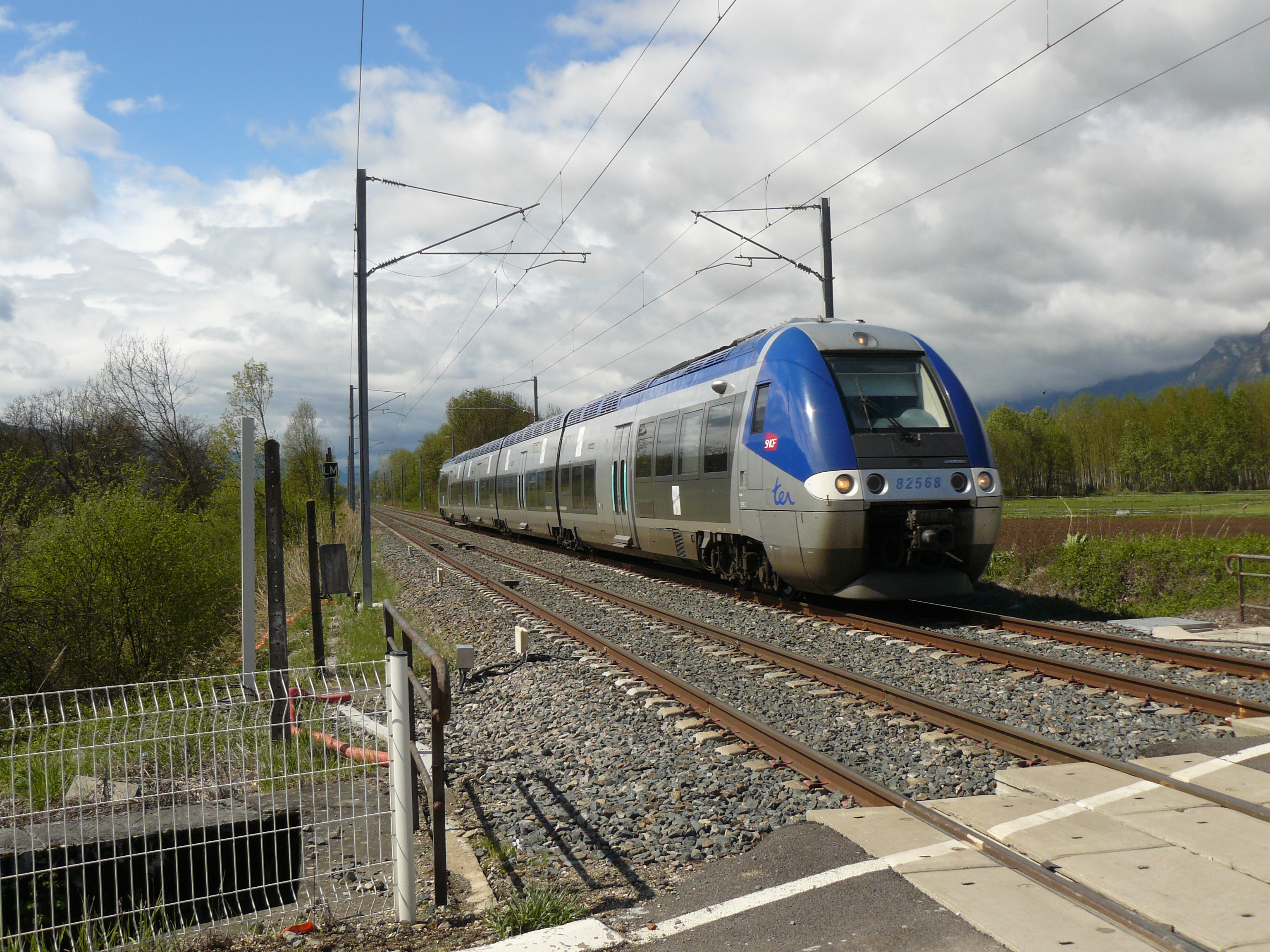
Un AGC Bi-mode Bi-tension circule sous les caténaires installées au cours de l'été 2012 sur la ligne de Grenoble à Montmélian.